# Zune HD
 (octobre 2014).
Le Zune HD est un lecteur multimédia portable distribué par Microsoft. Il a été commercialisé exclusivement aux États-Unis, entre le 15 septembre 2009 et octobre 2011. Il fait partie de la famille de produits Zune. Initialement, deux versions de 16 et 32 Go de mémoire interne sont disponibles. Une version 64 Go sort en avril 2010. Doté d'une interface tactile, il dispose du Wi-Fi pour la connexion au Zune Marketplace et pour la navigation Web. Son interface est de type Metro qui a été reprise pour Windows Phone 7.

## Historique
Le Zune HD est commercialisé à partir du 15 septembre 2009, en couleur noire ou platine, avec 16 ou 32 Go de mémoire. Il était également disponible en couleur rouge, vert et bleu sur le magasin en ligne Zune Originals.
Deux mois plus tard, le 6 novembre 2009, la mise à jour 4.3 du micrologiciel est publiée. Cette nouvelle version du firmware améliore les performances du navigateur web. Elle permet également la prise en charge d'applications qui devaient être publiées depuis le lancement et corrige plusieurs problèmes. Aussi, le 11 novembre 2009, plusieurs nouvelles applications apparaissent sur le Zune Marketplace comme PGR: Ferrari Edition, Audiosurf Tilt, Lucky Lanes Bowling, Vans Sk8 : Pool Service, Checkers et Piano.
Le 5 avril 2010, après une annonce au CES 2010, la version 4.5 du firmware a été publiée, apportant avec elle plusieurs nouvelles fonctionnalités telles que les DJs dynamiques (une fonctionnalité présente dans la version PC du logiciel depuis un certain temps), la prise en charge du codec XviD et la prise en charge du Zune Market par le biais de la station d'accueil en option.
Moins d'une semaine plus tard, le 9 avril, un nouveau modèle avec 64 Go de mémoire est mis en vente. Les modèles 16 Go et 32 Go publiés en septembre 2009 subissent une baisse de prix de 20 USD,.
Le 4 octobre 2011, le support annonce l'arrêt de commercialisation.

## Caractéristiques
- Écran : tactile capacitif OLED
- Taille écran : 3,3 pouces
- Définition écran : 480 × 272 px, avec ratio 16:9
- Accéléromètre
- Système d'exploitation : Windows CE
- Mémoire : 16, 32, et 64 Go en mémoire flash[15]
- CPU et GPU : Nvidia Tegra APX avec un ARM11 et un ARM7 et 6[16],[17]
- RAM : 128 Mo (1 gigabit Hynix SD RAM, 1 gigabit = 1 mégaoctet)[17]
- Wi-Fi (802.11b/g)[Atheros AR6002] avec Open, WEP, WPA, et WPA2 (modes d'authentification) et WEP 64 bit et 128 bit, TKIP, et AES encryption[18]
- Batterie 3.7 V 660 mAh lithium-ion batterie polymère avec jusqu'à 33 heures en audio (Wi-Fi éteint) et 8.5 heures en vidéo[19]
- Taille : 52,7 x 102,1 x 8,9 mm
- Poids : 74 g[20]
- Version avec Wi-Fi sur le Zune Marketplace
- Radio
- Support Unicode
- Égaliseur
- Navigateur web (basé sur Internet Explorer Mobile 6 pour Windows CE)
- Jeux[21]
- Accès direct Zune Marketplace
- Entrée audio : Analogique RCA et Optique
- Support audio[18]
- CBR et VBR audio, jusqu'à 48 kHz
- WMA Standard jusqu'à 384 kbit/s (Fichiers DRM lues uniquement s'ils proviennent du Zune Marketplace)
- WMA Pro stéréo jusqu'à 768 kbit/s
- WMA Lossless stéréo jusqu'à 768 kbit/s
- Sans protection AAC-LC (.mp4/.m4a/.m4b) jusqu'à 320 kbit/s
- MP3 jusqu'à 320 kbit/s
- Support vidéo[18]
- DVD, jusqu'à 10 Mbit/s, CBR or VBR pour :
- H.264, jusqu'au niveau 3.1 + support de B-frames[18]
- WMV Main et simples profils, profils avancés jusqu'au niveau 2.
- 1080i HD, jusqu'à 14 Mbit/s, CBR ou VBR
- MPEG-4 Part 2 simple profil jusqu'à 4,0 Mbit/s
- Large écran vidéo
- Sortie vidéo 720p - HDMI ou composite (dock additionnel requis pour le fonctionnement)

## Fonctionnalités

### Vidéos
Le Zune HD utilise la puce graphique Nvidia Tegra APX 2600, ce qui lui permet de lire des vidéos HD en 720p. Le Zune peut se connecter à un téléviseur haute définition via la station d'accueil optionnelle et un câble HDMI. Dans le cas contraire, le contenu est affiché sur les 480 × 272 pixels de l'écran OLED du lecteur.

### Applications
Les applications disponibles incluses sont : un chronomètre, Facebook, Twitter, une calculatrice, MSN météo et un piano. Une extension pour le cadre Microsoft XNA fournissant le soutien au développement a été publiée le 16 septembre 2009. Le logiciel PC peut être utilisé pour ajouter des applications.
L'ensemble des applications sont gratuites.
L'application Twitter du Zune HD a été publiée le 16 décembre 2009. Toutefois, il a été remarqué que l'application était censurée, probablement car le Zune HD n'avait pas de contrôle parental. Microsoft a corrigé ce problème dans la version 1.1 de l'application.
Étant déjà promise avant la fin de l'année 2009, l'application Facebook a été mise à disposition le 1er mars 2010. Initialement, l'application a eu quelques problèmes d'API et ne pouvait pas télécharger la plupart des informations de Facebook, mais ces problèmes ont été corrigés deux jours plus tard sans mise à jour du logiciel.
En mai 2010, le marché Zune se compose de 22 applications. Par exemple : le chronomètre, le labyrinthe et le solitaire (qui ont été ajoutés le 28 avril 2010). Deux applications supplémentaires de jeu de cartes, Atout Pique et de cœur, ont été publiées le 18 mai 2010. Les mises à jour pour l'application Facebook et Twitter ont également été ajoutés. 

### Jeux
Les jeux pour le Zune HD incluent le labyrinthe, le solitaire, Project Gotham Racing : Ferrari Edition, Vans Sk8 : service de Pool Checkers, Sudoku, Bataille d'espace 2, Lucky voies bowling, Goo Splat, jeu d’Echecs jeu de shell... du futur, Hexic et Audiosurf (TM) inclinaison. Les titres écrits avec XNA sont également disponibles provenant de plusieurs sources. Une intégration avec la Xbox 360 a été recensée comme en cours de développement, mais n'a jamais été publiée[réf. nécessaire].
Le 20 avril 2010, un développeur d'application indépendant publie un port du jeu populaire Doom. C'est le premier jeu 3D indépendant à être développé pour le Zune HD. Il est développé avec OpenZDK.

### Navigateur Web
Le clavier du navigateur est accessible en touchant une zone de texte, en balayant le haut de la barre inférieure du navigateur, en touchant la barre d'adresse ou sélectionnant l'icône en forme de loupe (recherche) sur la barre du navigateur. Le clavier dispose d'une orientation en format portrait et paysage. Le navigateur du Zune HD ne supporte pas les applications flash, telles que la lecture de vidéos sur YouTube.
La mise à jour 4.3 du firmware améliore les performances du navigateur. Les utilisateurs gagnent la possibilité de modifier les paramètres afin d'afficher des pages optimisées pour une vue mobile. De plus, les utilisateurs ont à disposition un correcteur automatique et peuvent verrouiller les majuscules lors de l'utilisation du clavier pour entrer des informations, ce qui facilite l'expérience utilisateur.
La mise à jour 4.5 firmware améliore encore les performances de navigation. En outre, la possibilité de télécharger des photos et de trier les favoris par nom et par date ont été ajoutées.

### OpenZDK
(décembre 2024).
Si vous disposez d'ouvrages ou d'articles de référence ou si vous connaissez des sites web de qualité traitant du thème abordé ici, merci de compléter l'article en donnant les références utiles à sa vérifiabilité et en les liant à la section « Notes et références ».
En pratique : Quelles sources sont attendues ? Comment ajouter mes sources ?
La trousse de développement OpenZDK sert à écrire des applications pour la plateforme Zune. Elle vient remplacer l'environnement de développement Microsoft XNA. Elle permet d'écrire des applications en C++ qui s'exécutent de manière native sur le Zune, sans besoin d'une surcouche (alors que Microsoft XNA en avait besoin d'une). OpenZDK permet également d'accéder à des API précédemment uniquement disponibles dans les application natives, telles que des moyens de faire du rendu 3D ou d'accéder à des API internet.